# Teucholabis (Teucholabis) dedecora
Teucholabis (Teucholabis) dedecora is een tweevleugelige uit de familie steltmuggen (Limoniidae). De soort komt voor in het Neotropisch gebied.